# Shorea glauca
Shorea glauca är en tvåhjärtbladig växtart som beskrevs av George King. Shorea glauca ingår i släktet Shorea och familjen Dipterocarpaceae. Inga underarter finns listade i Catalogue of Life.